# Morte de Marilyn Monroe

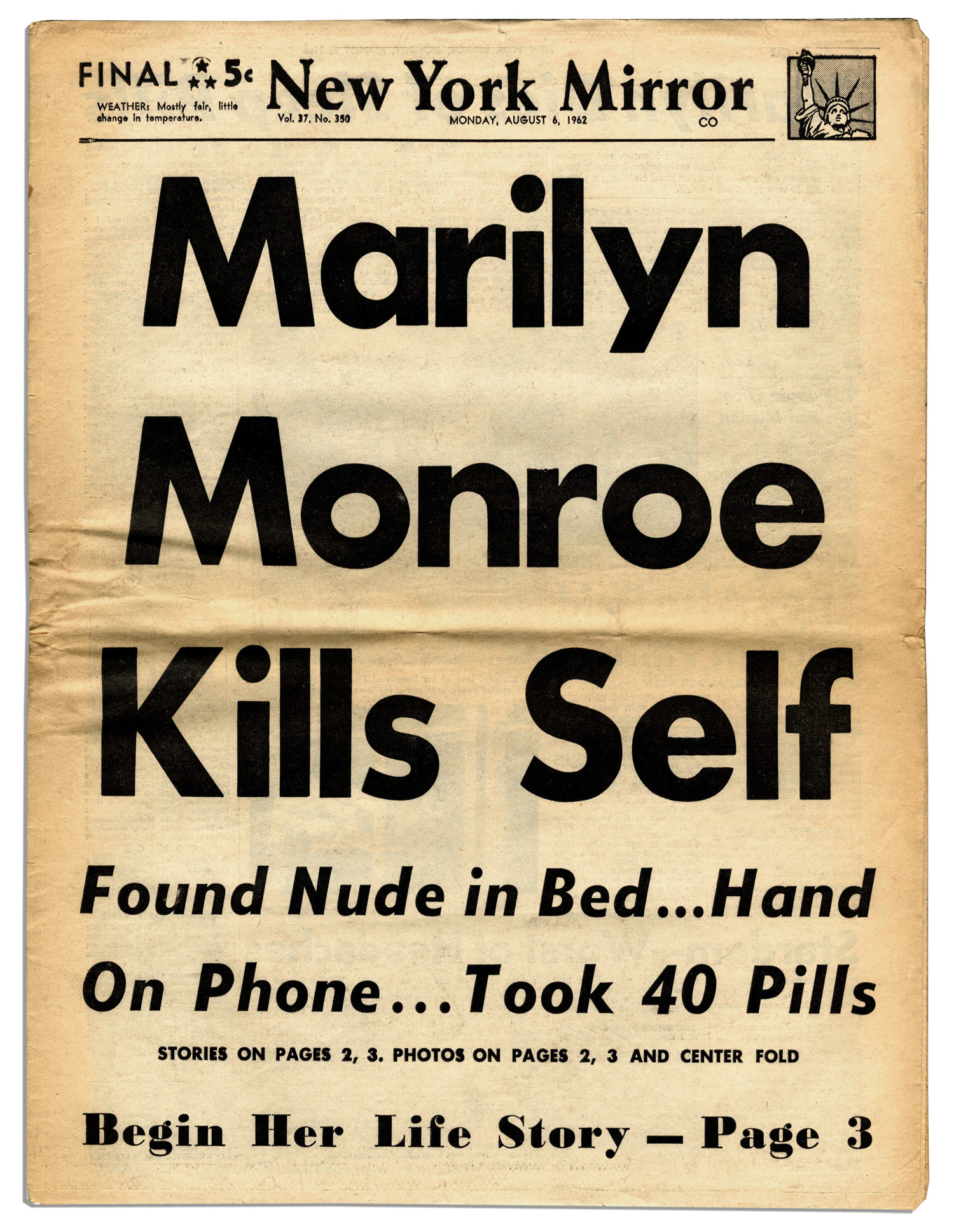
Primeira página do New York Daily Mirror de 6 de agosto de 1962

A morte de Marilyn Monroe foi um dos principais fatos que marcaram o ano de 1962 e ao longo do tempo suscitou diversos questionamentos e ensejou várias teorias de conspiração.
A atriz estadunidense Marilyn Monroe, com apenas 36 anos de idade, foi encontrada morta em 5 de agosto de 1962 na cama em sua casa de classe média alta da Fifth Helena Drive, em Brentwood (um lugar que contrastava com as habituais mansões dos astros hollywoodianos), fato que causou imediata comoção mundial em razão da fama alcançada pela atriz.
A causa do óbito foi determinada como overdose por barbitúricos e anunciada como "provável suicídio" pelo departamento médico-legal de Los Angeles.

## Primeiras informações
Já num primeiro momento a imprensa noticiou que a atriz tinha ao seu lado um frasco de comprimidos para dormir, e outros catorze frascos de remédios que estavam em sua cabeceira e que um legista indicara que sua morte não fora "natural" mas que a comprovação somente poderia ser feita após um laudo toxicológico, que demoraria cerca de 48 horas.
O corpo fora achado por seu psiquiatra Ralph Greenson, que havia prescrito as pílulas para dormir, e para quem Marilyn havia ligado na noite pedindo que fosse vê-la, o que ele não fez apenas recomendando que a atriz procurasse relaxar.
O legista da polícia de Los Angeles, Theodore J. Curphey havia se recusado em falar em suicídio, e declarou que não tinha ideia de quantos comprimidos a atriz havia ingerido, ou se uma eventual overdose poderia ter sido acidental; a polícia dissera que a atriz deixara escritos.

## Último dia de Marilyn Monroe

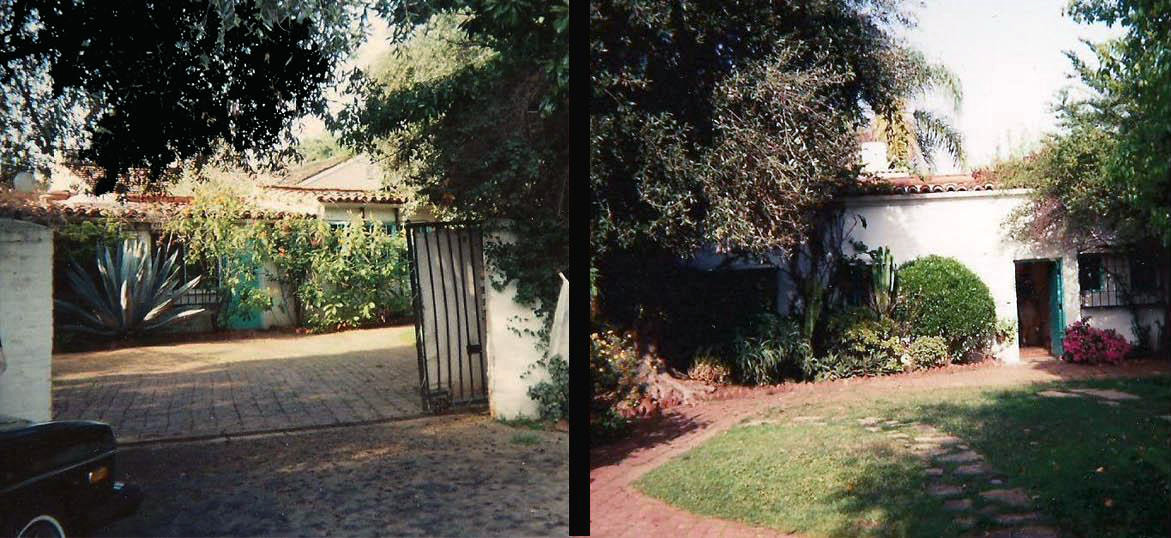
12305 Fifth Helena Drive, a casa de Monroe, em Brentwood, onde morreu.

Monroe passou seu último dia de vida, 4 de agosto, em sua casa em Brentwood onde, pela manhã, recebera o fotógrafo Lawrence Schiller para discutirem a possibilidade de usarem fotografias dela nua na revista Playboy, tiradas durante as filmagens de Something's Got to Give. Ela recebeu uma massagem de seu massagista pessoal, conversou com amigos ao telefone e assinou algumas entregas; além de sua empregada Eunice Murray e sua agente Patricia Newcomb, que ficou ali até a tardinha e Newcomb lembrou que elas discutiram o fato de Marilyn não ter dormido bem a noite anterior.
Às 16:30 h o dr. Ralph Greenson chegou à casa para realizar uma sessão de terapia com ela, e pediu a Newcomb para sair. Antes de ir embora, por volta das 19h, ele pediu à empregada para que ficasse ali durante a noite, e fizesse companhia a Marilyn. Aproximadamente por volta das 19h às 19:30 h ela recebeu um telefonema de Joe DiMaggio Jr., de quem ficara próxima desde seu casamento com o pai dele, e contara que havia terminado com a namorada de quem ela não gostava e ele declarou que não detectara nada de alarmante em seu comportamento. Ela em seguida ligou para Greenson para contar-lhe a novidade (o fim do namoro de seu ex-enteado), entre as 19:40 h e 19:45.
Seu ex-sogro Isidore Miller também havia telefonado para ela de Nova York, mas a pessoa que atendera disse que ela não poderia atender naquele momento e retornaria mais tarde, o que acabou não acontecendo.
Monroe retirou-se para seu quarto por volta das 20h. Recebeu uma ligação do ator Peter Lawford, que tentara convencê-la a ir à sua festa naquela noite; ele contou que ficara alarmado com seu jeito de falar, pois parecia estar drogada, e dissera-lhe "diga adeus à Pat, diga adeus ao Presidente [que era cunhado dele], e diga adeus para você, pois você é um cara legal", e depois desligou; incapaz de conseguir falar com ela novamente, Lawford ligou para seu agente Milton Ebbins que procurou, sem sucesso, falar com o Dr. Greenson e depois conseguiu falar com o advogado de Marilyn Milton A. "Mickey" Rudin que, por sua vez, ligou para a casa dela e falou com a empregada que lhe garantiu que estava tudo bem com a patroa.
Aproximadamente às 3 da madrugada do dia seguinte a empregada acordou, segundo ela, "sentindo que algo estava errado" e viu a luz por baixo da porta do quarto de Monroe; chamando, não obteve resposta e a porta estava trancada; ligou para Greenson e, sob orientação dele, olhou pela janela e viu a atriz deitada de bruços em sua cama, coberta por um lençol e segurando o telefone; Greenson chegou logo depois e entrou no quarto após quebrar a janela e deparou-se com a atriz já sem vida; ligou então ao médico, Hyman Engelberg, que lá chegou em volta das 3:50 e confirmou oficialmente o óbito e às 4:25 notificaram o departamento de polícia de Los Angeles.

### O dia da morte

Policial aponta frascos de remédio na mesinha ao lado da cama, onde Marilyn jaz morta.

A última pessoa a ver Marilyn com vida foi sua governanta, Eunice Murray, que ficara na casa e declarou à polícia que fora se deitar às 20h da noite anterior; às 3:25 ela percebera que a luz do quarto da patroa estava acesa pela fresta da porta, e então chamou-a sem resposta; tentara abrir a porta, mas esta se achava trancada por dentro.
Murray disse que então contornou o quarto por fora da casa e, pela janela, olhou para dentro dizendo mais tarde que a posição do corpo era "peculiar": um braço estirado sobre a cama e a mão flácida segurando o telefone.
Ela então voltou para dentro e ligou para o analista, Ralph R. Greenson, que chegou um pouco mais tarde e quebrou um vidro da janela e abriu-a, examinando rapidamente segundo ela e, constatando a morte, telefonou para o médico pessoal da estrela, Hyman Engelberg. Após sua chegada é que finalmente ligaram para a polícia, às 4h20 - cerca de uma hora após a descoberta da governanta - atraso que não foi considerado incomum pelo inspetor Edward Walker, que declarou:  "não havia nenhuma evidência de crime, e o primeiro médico já sabia que ela estava morta", arrematando: "Eu não tenho nenhuma crítica a fazer a eles."
Duas rádio-patrulhas e um sargento da polícia foram os primeiros policiais a chegarem ao lugar, e o caso foi assumido pelo sargento-detetive R. E. Byron; além da perícia necroscópica uma outra perícia psicológica seria feita, para determinar a situação mental da atriz.
Marilyn era o corpo de número 81.128, na sala 33 do necrotério de Los Angeles, sendo parente mais próximo a mãe Gladys Baker, "de destino ignorado" e que passara grande parte da vida em hospitais psiquiátricos e, até o dia 6 de agosto, ninguém havia aparecido para reivindicar os restos mortais ou cuidar do enterro.
Naquele dia Marilyn iria se encontrar com o milionário brasileiro, Jorge Guinle, junto a quem viajaria ao Festival de Veneza; Guinle chegara a Los Angeles levando um colar de topázio com o qual presentearia a starlet a pedido de um amigo joalheiro, quando fora surpreendido com a notícia.

## Repercussão mundial
A notícia da morte por um possível suicídio de Monroe repercutiu em todas as partes do mundo.
O jornal Izvestia, órgão de propaganda internacional soviético, por seu correspondente S. Kondrashov, disse já no dia 6 que "a Srta. Monroe aspirou nos últimos anos a realizar um trabalho criador no teatro e na atuação dramática, inclusive procurou tomar aulas segundo o sistema Stanislavski, porém essas aspirações foram ridicularizadas e deram lugar a gracejos, como se excedessem a imagem de uma loura que é preferida pelos homens e que deu grandes lucros (...) a glória da Srta. Monroe estava decaindo e a atriz estava atormentada por séria prostração nervosa", A matéria faz um violento ataque à indústria do cinema, e ao conceito de felicidade nos Estados Unidos: "o falecimento da célebre atriz traz consigo uma condenação - a desse monstro que passeia acima da arte, da beleza, da verdade e da naturalidade e que se chama Hollywood" e “A linda mulher hoje pranteada com falsidade pela imprensa americana aparece a descoberto. Os jornais contam ao mundo verdadeiros segredos íntimos dessa atriz. A máquina de Hollywood continua fabricando novas estrelas e novas tragédias.”, concluindo:"sua morte não dá margem a dúvidas: Marilyn Monroe foi vítima de Hollywood. Hollywood a criou para matá-la".
O órgão jornalístico do Vaticano, Osservatore Romano, lamentava a morte expressando sua "profunda piedade": “Esperamos que alguém tenha estado presente aos últimos momentos de solidão desesperada dessa mulher e que a esperança e a paz tenham socorrido à moribunda” ao tempo em que fazia votos de que a morte dela inspire a meditação em certos meios, dirigindo-se à imprensa sensacionalista: “Dever-se-ia ter evitado reproduzir imagens que não foram a causa menor dessa destruição de um pobre ser humano, pessoa que, pelo menos agora, deveria ser respeitada”. A Rádio Vaticano completou o pensamento oficial da Igreja sobre a morte da atriz, que “alcançou os extremos limites da tristeza (...) os homens são capazes de afrontar as mais severas mutilações físicas, devem também ter a coragem de salvar sua vida moral e seguir seu próprio caminho”. Assim como o Izvestia, o Osseratore disse que ela foi "vítima de uma mentalidade e de uma norma e conceito de vida dos quais era símbolo."
Em Londres a ex-atriz Patricia Marlowe, amiga de Marilyn, suicidou-se no dia 7 usando a mesma "receita" de ingestão de barbitúricos; no México três adolescentes haviam também tentado o suicídio, sendo internadas em estado crítico. Patricia, com 28 anos de idade, deixara sozinho o filho de apenas 15 meses cujo choro despertou a curiosidade de decoradores que, assim, entraram no apartamento e constataram sua morte: deprimida com a notícia, ela também se matou. Já a polícia mexicana declarou que a morte da estrela influenciara três jovens que, morando em bairros diferentes, tentaram se matar e foram encontradas desfalecidas junto a fotografias da estrela.

### Repercussão no Brasil

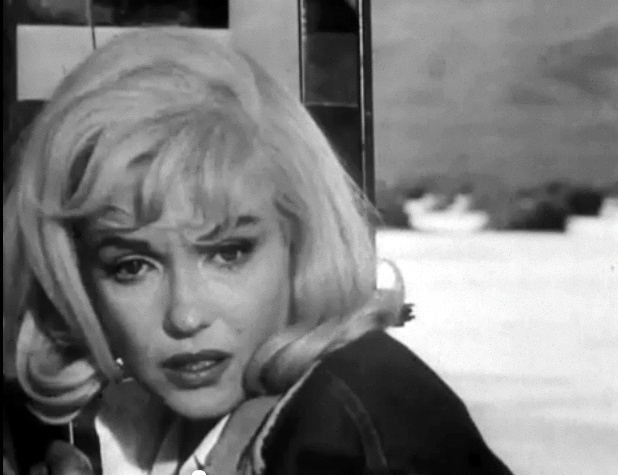
Monroe em seu último filme completado, The Misfits (1961)

No Brasil o jornal A Noite deu uma pequena nota na sua edição de 6 de agosto, com o título: "Marilyn Monroe encontrada morta: teria sido suicídio", onde ao final assinala a opinião de parentes e amigos: "Marilyn não tinha motivos para cometer o gesto extremo" embora "a polícia suspeita que a bela artista de cinema tenha se suicidado. Somente o laudo da perícia dirá a 'causa-mortis' de Marilyn Monroe, cujo desaparecimento comoveu o mundo cinematográfico."
Dois dias depois, na terça-feira, o jornal Correio da Manhã dava destaque em sua primeira página, carregando nas imagens que o fato provocara: "Marilyn Monroe... símbolo de apelo sexual, da sensualidade para uma geração de fãs de cinema em todo o mundo, foi encontrada morta em seu leito na manhã de domingo, 5 de agosto, em consequência de uma dose exagerada de sedativos. A polícia, friamente, clinicamente, classificou sua morte como suicídio aparente." e descrevia aos leitores a cena: "Marilyn dormia profundamente, o sono do nunca mais - e estava nua. Nua como a verdade. Nua como nascera e como, certa vez, um bisbilhoteiro... declarou ser seu hábito de dormir", concluindo ela fora "vítima cruel do sensacionalismo que nem no descanso eterno a deixa em paz." Ainda na primeira página o "Correio" colocava outra manchete "Até na morte a solidão persegue Marilyn Monroe".

## Autópsia e investigação oficial
A autópsia de Monroe foi realizada na manhã de 7 de agosto pelo legista substituto, Dr. Thomas Noguchi. O escritório do legista de Los Angeles foi assistido por uma equipe de peritos do Centro de Prevenção ao Suicídio de Los Angeles, que entrevistou médicos e psiquiatras de Marilyn Monroe sobre o seu estado mental.
Baseados no adiantado estado do rigor mortis no momento em que fora encontrada, calculou-se que ela tinha morrido entre as 20:30 e 22:30; a análise toxicológica concluíra mais tarde que a causa mortis fora intoxicação aguda por barbitúricos (overdose), havendo sido encontrado no seu sangue 8 mg de hidrato de cloral e 4,5 mg de pentobarbital (Nembutal) e acima de 13 mg de pentobarbital em seu fígado: frascos vazios dessas substâncias foram achados ao lado de sua cama pela polícia.
O legista chefe do condado, Theodore Curphey, descartou a possibilidade de uma overdose acidental em razão de as dosagens encontradas em seu corpo estarem muitas vezes acima do limite fatal; um membro da equipe psiquiátrica afirmou que as essa grande dose havia sido ingerida "de um só gole ou poucos goles em um minuto ou em torno disto."
O relatório da equipe psiquiátrica afirmava que ela era propensa a "graves medos e frequentes depressões", com "abruptas e imprevisíveis" mudanças de humor, e tomara superdosagens várias vezes no passado, possivelmente de forma intencional. Graças a estas conclusões, e à falta de qualquer indicativo de crime, Curphey classificou sua morte como um provável suicídio.

### Alegações de assassinato
Suspeitas de que Marilyn fora vítima de assassinato surgiram na década de 1970 e, em face delas, o Procurador John Van de Kamp designou seu colega Ronald H. "Mike" Carroll para conduzir uma "investigação profunda", em 1982, para averiguar se uma investigação penal deveria ser aberta.
Carroll trabalhou com Alan B. Tomich, investigador do escritório da promotoria, por mais de três meses numa investigação que resultou num relatório de de trinta páginas. Eles não encontraram nenhuma evidência ou prova segura que desse suporte à teoria de que Monroe fora assassinada.
Em 1983 o médico legista Thomas Noguchi publicou suas memórias onde questiona o caso Monroe e aponta o que para ele eram discrepâncias da autópsia e do veredicto de suicídio oficial do legista; ele analisa a hipótese que dizia que Marilyn não poderia ter ingerido uma grande quantidade de comprimidos, uma vez que seu estômago estava completamente vazio, sem traços das substâncias e que o Nembutal deveria ter deixado resíduos amarelos por conta da cor de suas cápsulas; aventou que a dose letal poderia ter sido ministrada por enema, já que a autópsia não encontrou qualquer marca de agulha, apesar de ela rotineiramente receber injeções de seus médicos. Segundo ele as pequenas hemorragias encontradas em seu estômago indicavam que o medicamento havia sido administrado por via oral e que, como Marilyn era viciada por muitos anos, os comprimidos foram absorvidos mais rapidamente do que numa pessoa não-viciada; também contesta que o Nembutal deixasse resíduos de corantes;  observou que somente marcas mais recentes de injeções deixam marcas e que a única equimose encontrada no corpo da atriz, na parte inferior das costas, era superficial e tudo indicava ser acidental, sem ligação com o evento; ele conclui, finalmente, com base nas observações, que bem provável que ela tenha mesmo cometido o suicídio.